# Ронданина
Ронданѝна (на италиански: Rondanina; на лигурски: Rondaninn-a, Ронданин-а) е село и община в Северна Италия, провинция Генуа, регион Лигурия. Разположено е на 981 m надморска височина. Населението на общината е 68 души (към 2011 г.).